# Sknîliv, Pustomîtî
Sknîliv (în ucraineană Скнилів) este localitatea de reședință a comunei Sknîliv din raionul Pustomîtî, regiunea Liov, Ucraina.

## Demografie
Componența lingvistică a localității Sknîliv
     Ucraineană (99,49%)
     Alte limbi (0,51%)
Conform recensământului din 2001, majoritatea populației localității Sknîliv era vorbitoare de ucraineană (99,49%), existând în minoritate și vorbitori de alte limbi.